# Боуман (Северна Дакота)
Боуман (енгл. Bowman) град је у америчкој савезној држави Северна Дакота.

## Демографија
По попису из 2010. године број становника је 1.650, што је 50 (3,1%) становника више него 2000. године.
| Група             | 2000.         | 2010.         |
| Белци             | 1.578 (98,6%) | 1.572 (95,3%) |
| Афроамериканци    | 0 (0,0%)      | 0 (0,0%)      |
| Азијати           | 0 (0,0%)      | 2 (0,1%)      |
| Хиспаноамериканци | 12 (0,8%)     | 64 (3,9%)     |
| Укупно            | 1.600         | 1.650         |